# Myra Barry
Myra Barry (30 de junio de 1957) es una política irlandesa del Fine Gael. Es maestra escolar nacional por profesión,  estudió en St Patrick College, de Dublín. Fue primero elegida al Dáil Éireann como Gael Teachta Dála (TD) en una elección de 1979 para la circunscripción de Cork noreste, reemplazando por fallecimiento del congresal Seán Brosnan, del Fianna Fáil TD. Fue una de las dos elecciones en Cork County en el mismo día, de lo cual Fianna Fáil perdió. La derrota doble en el condado nativo de Jack Lynch fue un factor para la dimisión de Lynch el 5 de diciembre de 1979 como dirigente de Fianna Fáil.
Su padre, Richard Barry tuvo un asiento TD en la misma circunscripción al tiempo de la elección. Así al mismo tiempo un padre y una hija representaron a la misma circunscripción en la misma Dáil.
Barry tenía 22 años en ese tiempo y el más joven TDs elegido al Dáil. Y fue reelegida en cada elección sucesiva hasta que se retiró de la política en la elección general de 1987, después de 8 años en el Dáil. Tenía entonces casi 30 años.